# 나주 만호정
나주 만호정(羅州 挽湖亭)은 대한민국 전라남도 나주시 봉황면 철천리에 있는 정자이다. 1992년 11월 30일 전라남도의 기념물 제145호로 지정되었다.

## 개요
만호정은 나주지역의 대표적인 정자로, 덕용산 아래 있는 철천마을 입구에 자리잡고 있다.
정확하게 세운 시기는 알 수 없으나, 고려 전기에 지었다고 전한다. 처음에는 ‘무송정’이라 하였으며, 그 뒤 ‘쾌심정’으로 고쳤으나, 지금 있는 자리로 옮기면서 ‘영평정’이라 불렀고 선조 34년(1601)에 다시 고쳐 지으면서 ‘만호정’이라 부르게 되었다. 『정사기(亭史記)』와 『철야대동계안(鐵冶大同契案)』에 기록된 내용에 따르면 이곳에서 향약(鄕約)과 동규(洞規)가 시행되었다고 한다.
향약과 동규란 조선시대 시골 마을에서 마을 사람들이 스스로 만들어 놓은 규칙으로 좋은 일은 서로 권유하고, 잘못은 서로 바로 잡아주며, 어려운 일이 있으면 서로 도와주는 것을 목적으로 한다.
정자는 앞면 5칸·옆면 3칸 규모이며, 지붕은 옆면에서 볼 때 여덟 팔(八)자 모양인 팔작지붕으로 꾸몄다. 여러 차례 수리를 하였지만, 휴식과 향약시행 등의 규범 성격을 지닌 다기능 정자이므로 그 가치가 크다

## 참고 자료
- 만호정 - 국가유산청 국가유산포털